# John Ganson

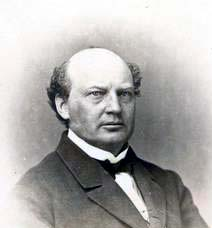
John Ganson (1865)

John Ganson (* 1. Januar 1818 in Le Roy, Genesee County, New York; † 28. September 1874 in Buffalo, New York) war ein US-amerikanischer Politiker. Zwischen 1863 und 1865 vertrat er den Bundesstaat New York im US-Repräsentantenhaus.

## Werdegang
John Ganson besuchte die öffentlichen Schulen seiner Heimat und die Le Roy Academy. Im Jahr 1839 absolvierte er die Harvard University. Nach einem anschließenden Jurastudium und seiner 1846 erfolgten Zulassung als Rechtsanwalt begann er in Canandaigua in diesem Beruf zu arbeiten. Noch im selben Jahr verlegte er seinen Wohnsitz und seine Anwaltskanzlei nach Buffalo. Politisch schloss er sich der Demokratischen Partei an. In den Jahren 1862 und 1863 saß er im Senat von New York.
Bei den Kongresswahlen des Jahres 1862 wurde Ganson im 30. Wahlbezirk von New York in das US-Repräsentantenhaus in Washington, D.C. gewählt, wo er am 4. März 1863 die Nachfolge des Republikaners Augustus Frank antrat. Da er im Jahr 1864 auf eine weitere Kandidatur verzichtete, konnte er bis zum 3. März 1865 nur eine Legislaturperiode im Kongress absolvieren. Diese war von den Ereignissen des Bürgerkrieges geprägt.
Im August 1864 nahm Ganson als Delegierter an der Democratic National Convention in Chicago teil. Nach dem Ende seiner Zeit im US-Repräsentantenhaus praktizierte er wieder als Anwalt. Außerdem wurde er Direktor bei einer Eisenbahngesellschaft. Er starb am 28. September 1874 in Buffalo.